# Raccordo autostradale 4
Il raccordo autostradale 4 (RA 4) collega l'autostrada A2 del Mediterraneo alla strada statale 106 Jonica attraversando la città di Reggio Calabria. Il raccordo autostradale inoltre costituisce il tratto centrale della cosiddetta tangenziale di Reggio Calabria.

## Storia
Il raccordo è stato costruito dalla Cassa del Mezzogiorno ed è quindi, da allora, una strada statale.
Vige sull'intero percorso il limite di 80 chilometri orari.

## Provvedimento di istituzione e classificazione
In seguito alla proposta della direzione generale dell'Anas il Ministero dei Lavori Pubblici ha classificato tecnicamente il raccordo come strada statale con la denominazione di "raccordo autostradale di Reggio Calabria" con d. m. del 16/11/1970 (GU 29 del 04/02/1971).
Il decreto ministeriale 20 luglio 1983 ha inserito il raccordo tra le autostrade.
Il decreto del presidente del Consiglio dei ministri del 21 settembre 2001 (Gazzetta Ufficiale n. 226 del 28-09-2001) ha assegnato al raccordo la numerazione RA 4, già assegnato dal DM del 20/7/1983.
Il decreto legislativo 29 ottobre 1999, n. 461 non ha incluso il raccordo tra le autostrade italiane ma tra la rete stradale a viabilità ordinaria di interesse nazionale. L'Anas in alcuni documenti e nel proprio sito web ha inserito il RA 4 nella sezione raccordi autostradali (sezione diversa dalle autostrade di sua competenza) ma nelle annotazioni definisce il raccordo autostradale come autostrada senza pedaggio.
Il raccordo presenta i segnali di inizio e fine autostrada.

## Percorso
Il raccordo inizia dall'ultimo svincolo dell'A2 diramazione Reggio Calabria e prosegue fino al quartiere di Arangea. Dopo lo svincolo "Reggio Calabria Arangea - Gallina" termina il raccordo e la strada viene classificata come SS 106 ter e a sua volta dopo 3 km circa come SS 106. 
Provenendo dall'autostrada per accedervi è necessario seguire l'indicazione per la SS 106 - Taranto mentre provenendo dalla SS 106 è necessario seguire l'indicazione raccordo autostradale Reggio Calabria.
| RA 4 di Reggio Calabria                 |       |       |      |                |
| Uscita                                  | ↓km↓  | ↑km↑  | Area | Strada europea |
| diramazione Reggio Calabria Salerno     | 0     | 5,512 | RC   |                |
| Reggio Calabria via Lia                 | 0,4   | 5,1   | RC   |                |
| Reggio Calabria via Cardinale Portanova | 1,5   | 3,3   | RC   |                |
| Reggio Calabria Spirito Santo - Cannavò | 3     | 2,5   | RC   |                |
| Reggio Calabria Calopinace (centro)     | 3,3   | 2,2   | RC   |                |
| Reggio Calabria Modena - San Sperato    | 4,4   | 1,1   | RC   |                |
| Reggio Calabria Arangea - Gallina       | 5,3   | 0,2   | RC   |                |
| Jonica - Taranto                        | 5,512 | 0     | RC   |                |